# Fire and the Flood
Fire and the Flood è un singolo del cantautore australiano Vance Joy, pubblicato il 5 settembre 2014 come quinto estratto dal primo album in studio Dream Your Life Away.

## Video musicale
Il video musicale è stato reso disponibile il 23 luglio 2015.

## Tracce
Testi e musiche di Vance Joy, Benjamin Levin, Mikkel Storleer Eriksen e Tor Erik Hermansen.
Download digitale
1. Fire and the Flood – 4:09

Download digitale – Acoustic
1. Fire and the Flood (Acoustic) – 3:42

## Formazione
Musicisti
- Vance Joy – voce, chitarra acustica, ukulele
- Edwin White – percussioni aggiuntive, tastiera, sintetizzatore
- Ryan Hadlock – percussioni aggiuntive
- Jherek Bischoff – basso elettrico, tastiera
- Todd Simon – flicorno soprano, corno francese, tromba
- Benny Blanco – programmazione
- Stargate – programmazione
- Tony Rinaldi – trombone

Produzione
- Benny Blanco – produzione
- Stargate – produzione
- Geoff Swan – assistenza al missaggio
- Matty Green – assistenza al missaggio
- Chris "Anger Management" Sclafani – ingegneria del suono
- Ryan Hadlock – ingegneria del suono
- Chris Gehringer – mastering
- Mark "Spike" Stent – missaggio

## Classifiche

### Classifiche settimanali
| Classifica (2015) | Posizione massima |
| ----------------- | ----------------- |
| Australia         | 6                 |
| Canada            | 67                |

### Classifiche di fine anno
| Classifica (2015) | Posizione |
| ----------------- | --------- |
| Australia         | 46        |